# Burg Žebrák

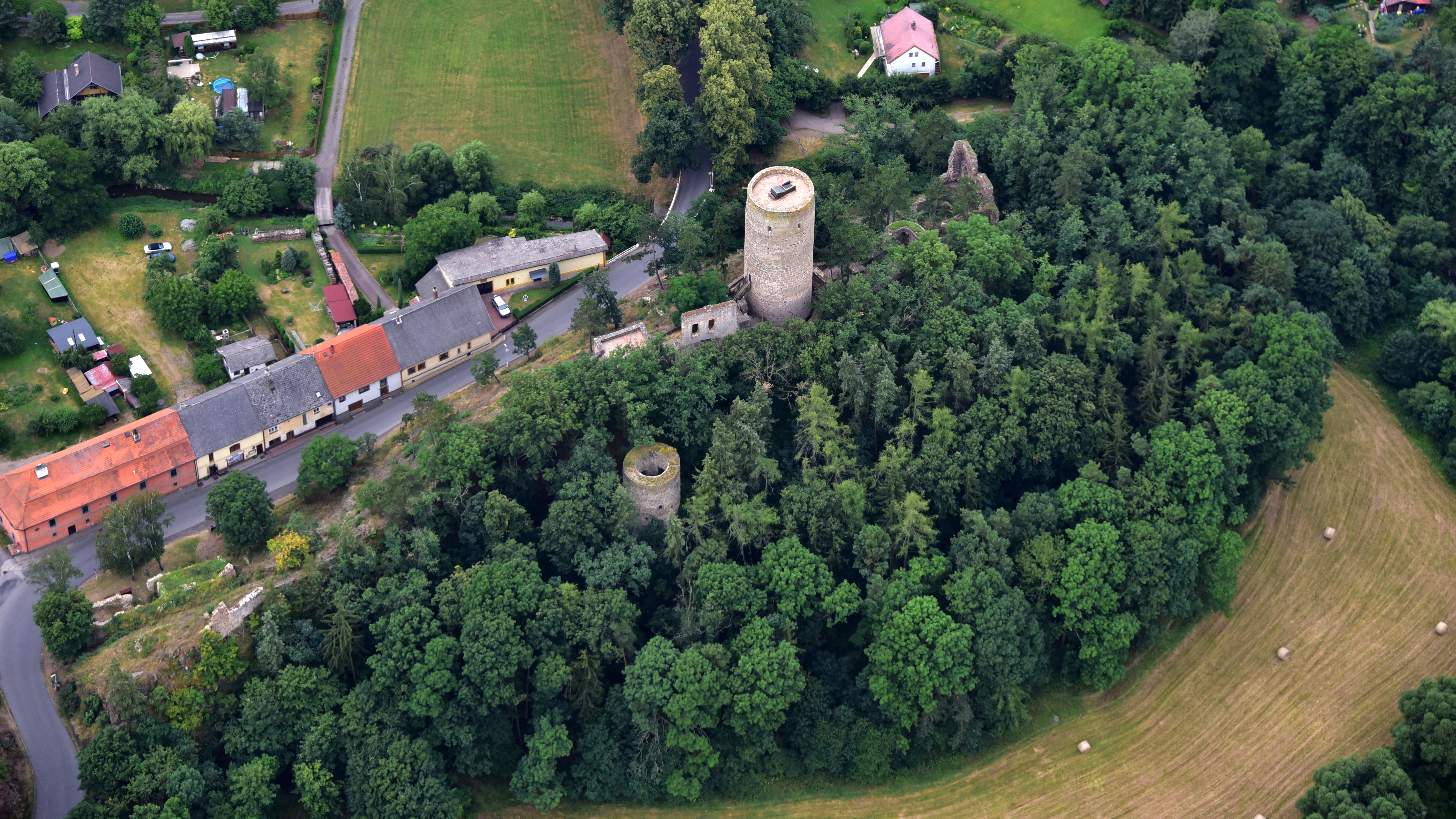
Burg Žebrák, Luftaufnahme (2018)

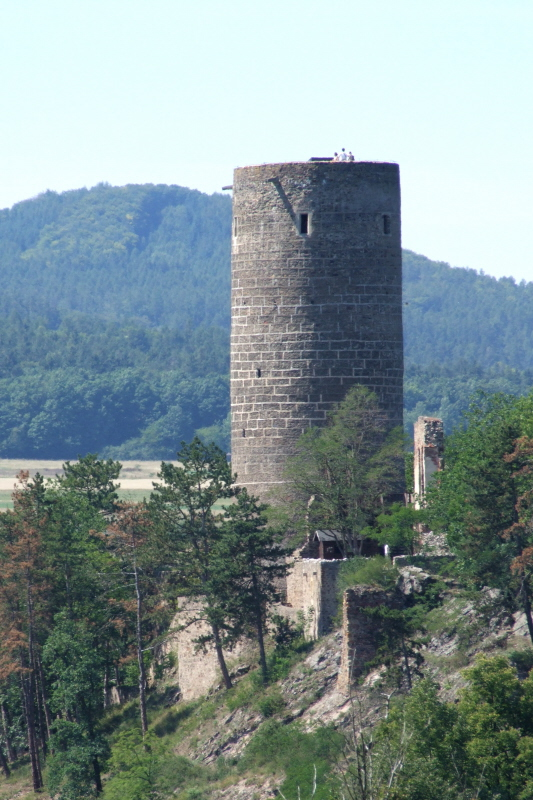
Burg Žebrák

Die Burg Žebrák (deutsch: Burg Bettlern) liegt in Točník im Okres Beroun in Tschechien.

## Geschichte
Die Burg Žebrák entstand in der 2. Hälfte des 13. Jahrhunderts und gehörte ab 1341 den böhmischen Königen. Während der Herrschaft von König Karl IV. diente Žebrák dem König als Umsteigestation auf seinem Weg nach Nürnberg. Die Burg gewann an Bedeutung, als der König „Neuböhmen“, erwarb. Karl IV. ließ die Burg und ihre Vorburg mit einer Mauer befestigen. 
Unter Wenzel IV. wurde die Burg umfangreich umgebaut und neben der Burg wurde ein Wohngebäude errichtet. Nach dem Brand von Žebrák ließ König Wenzel IV. Ende des 14. Jahrhunderts die WohnburgTočník auf einem unmittelbar nordöstlich befindlichen Kamm anlegen. Im 15. Jahrhundert wurde die Burg verpfändet. Jan Hus, ein Vertrauter der Königin Sophie von Bayern, kannte die Schlösser Žebrák und Točník gut. Das Gleiche gilt für Jan Žižka, der ab 1404 das Amt des Türhüters am Hof, des Hauptpostens der königlichen Garde, innehatte. 1412 fand auf der Burg Žebrák eine Disputation über die päpstliche Ablassbulle zwischen Jan Hus und Štěpán z Pálče statt. Während dieses Streits führte Hieronymus von Prag eine komödiantische Show auf, bei der er auf einem Esel in die Burg einritt.
Seit 1532 war die Burg Žebrák eher eine Ruine, da sie nach einem Brand nicht wieder vollständig aufgebaut wurde. Im Jahre 1553 wurde sie als wüst erwähnt.

## Aussehen
Die Anlage besteht aus drei linear hintereinander gereihten Bauten. In der Mitte steht ein runder Bergfried, südlich von ihm befindet sich ein weiterer kleinerer Turm und nördlich ein Palas.